# 906
906 (CMVI) var ett normalår som började en onsdag i den julianska kalendern.

## Händelser

### Okänt datum
- Slaget vid Fritzlar.

## Födda
- Fujiwara no Atsutada, japansk poet.
- Bertha av Schwaben, drottning.

## Avlidna
- Kung Dae Wihae av Balhae